# Univers 19
Univers 19 est une anthologie de six nouvelles de science-fiction publiées de 1971 à 1979, sélectionnées par Jacques Sadoul.
L'anthologie  (ISBN 2-277-21007-2) est la 19e de la série Univers qui compte trente ouvrages. Elle ne correspond pas à un recueil qui serait déjà paru aux États-Unis ; il s'agit d'un recueil inédit de nouvelles, édité pour le public francophone.
L'anthologie a été publiée en décembre 1979 aux éditions J'ai lu dans la collection « Science-fiction » (no 1007). L'image de couverture a été réalisée par Tibor Csernus.

## Critique littéraire
L'anthologie a fait l'objet d'une critique littéraire par Francis Valéry dans la revue française Fiction, juin 1980, n° 309
 ; la critique se trouve en page 158, dans le Cahier des parutions.

## Première partie: nouvelles

### Filomena & Greg & Rikki-Tikki & Barlow & l'Extraterrestre
- Auteur : James Tiptree, Jr..
- Titres originaux : 
  - All the Kinds of Yes[2].
  - Filomena & Greg & Rikki-Tikki & Barlow & the alien[3].
- Publication : 1972 ; recueil New Dimensions II : Eleven Original Science Fiction Stories, éd. Doubleday.
- Situation dans l'anthologie : pages 9 à 34.
- Traducteur : Brigitte Ariel.
- Résumé :
- Liens externes : 
  - Notice sur iSFdb
  - Notice sur Noosfère (publications en langue française)

### Scènes de la vie quotidienne de l'édifice
- Auteur : Emmanuel Jouanne.
- Publication : première publication dans ce recueil.
- Situation dans l'anthologie : pages 35 à 47.
- Résumé :
- Liens externes : 
  - Notice sur iSFdb
  - Notice sur Noosfère (publications en langue française)

### Jade blue
- Auteur : Edward Bryant.
- Titre original : Jade Blue.
- Publication : 1971.
- Situation dans l'anthologie : pages 48 à 64.
- Traducteur : Brigitte Ariel.
- Résumé :
- Liens externes : 
  - Notice sur iSFdb
  - Notice sur Noosfère (publications en langue française)

### Quand le monde vertical devient horizontal
- Auteur : Alexei Panshin.
- Titre original : When the vertical world becomes horizontal.
- Publication : 1975.
- Situation dans l'anthologie : pages 65 à 88.
- Traducteur : Brigitte Ariel.
- Résumé :
- Liens externes : 
  - Notice sur iSFdb
  - Notice sur Noosfère (publications en langue française)

### Le Colchique d'automne est l'alcool des Tulpas
- Auteur : Luc Codina.
- Publication : première publication dans ce recueil.
- Situation dans l'anthologie : pages 89 à 105.
- Résumé :
- Liens externes : 
  - Notice sur iSFdb
  - Notice sur Noosfère (publications en langue française)

### Sierra Maestra
- Auteur : Norman Spinrad.
- Titre original : Sierra Maestra.
- Publication : 1975.
- Situation dans l'anthologie : pages 106 à 115.
- Traducteur : Jean Bonnefoy.
- Remarque : classé 6e au prix Locus 1976 de la meilleure nouvelle.
- Résumé :
- Liens externes : 
  - Notice sur iSFdb
  - Notice sur Noosfère (publications en langue française)

## Partie thématique et encyclopédique

### Éditorial et introduction
- Éditorial par Jacques Sadoul : page 5.
- Introduction : « L'Empire du baffomètre » par Yves Frémion : pages 6 à 8.

### Entretien
- « Comment préserver la liberté : interview de Norman Spinrad », par Bernard Blanc et Yves Frémion : pages 124 à 132.

### Dessins en portfolio
- « Cote officielle » par Patrick Lesueur : pages 116 à 123.

### Articles
- « La Série 2000, regard sur la première collection de S-F française » par Francis Valéry : pages 133 à 142.
- « Guide du jeune auteur de S-F pas au courant » par Yves Frémion : pages 143 à 147.
- « Dernières minutes » par Batiste Monoquini (pseudonyme) : page 148.
- « Parutions récentes » : pages 149 à 157.
- « Le coin des spécialistes » : pages 158-159.